# 戦場を駈ける男
『戦場を駈ける男』（せんじょうをかけるおとこ、Desperate Journey）は、1942年に公開されたアメリカ合衆国の戦争映画。監督はラオール・ウォルシュ。主演はエロール・フリンとロナルド・レーガン。助演にレイモンド・マッセイやアーサー・ケネディなど。
邦題は『戦場を駆ける男』とも表記される。

## キャスト
※括弧内は日本語吹替（初回放送1970年3月8日『日曜洋画劇場』）
- テレンス・フォーブス大尉：エロール・フリン（中村正）
- ジョニー・ハモンド中尉：ロナルド・レーガン（仲村秀生）
- ケーテ・ブラームス：ナンシー・コールマン
- オットー・バウマイスター少佐：レイモンド・マッセイ
- カーク・エドワーズ軍曹：アラン・ヘイル・Sr.
- ジェッド・フォレスト中尉：アーサー・ケネディ（中田浩二）
- マザー：アルベルト・バッサーマン

## スタッフ
- 監督：ラオール・ウォルシュ
- 製作：ハル・B・ウォリス
- 脚本：アーサー・T・ホーマン
- 撮影：バート・グレノン
- 音楽：マックス・スタイナー